# Ричбург (Південна Кароліна)
Ричбург (англ. Richburg) — місто (англ. town) в США, в окрузі Честер штату Південна Кароліна. Населення — 280 осіб (2020).

## Географія
Ричбург розташований за координатами 34°43′0″ пн. ш. 81°1′10″ зх. д. / 34.71667° пн. ш. 81.01944° зх. д. (34.716622, -81.019578).  За даними Бюро перепису населення США в 2010 році місто мало площу 2,27 км², уся площа — суходіл.

## Демографія
Згідно з переписом 2010 року, у місті мешкало 275 осіб у 112 домогосподарствах у складі 79 родин. Густота населення становила 121 особа/км².  Було 129 помешкань (57/км²).
Расовий склад населення:
| - 66,2 % — чорних або афроамериканців - 33,1 % — білих |

До двох чи більше рас належало 0,7 %. Частка іспаномовних становила 0,0 % від усіх жителів.
За віковим діапазоном населення розподілялося таким чином: 17,5 % — особи молодші 18 років, 62,9 % — особи у віці 18—64 років, 19,6 % — особи у віці 65 років та старші. Медіана віку мешканця становила 45,6 року. На 100 осіб жіночої статі у місті припадало 82,1 чоловіків;  на 100 жінок у віці від 18 років та старших — 81,6 чоловіків також старших 18 років.
Середній дохід на одне домашнє господарство  становив 41 526 доларів США (медіана — 39 125), а середній дохід на одну сім'ю — 46 869 доларів (медіана — 39 750). За межею бідності перебувало 27,0 % осіб, у тому числі 20,1 % дітей у віці до 18 років та 25,0 % осіб у віці 65 років та старших.
Цивільне працевлаштоване населення становило 143 особи. Основні галузі зайнятості: виробництво — 16,8 %, фінанси, страхування та нерухомість — 16,1 %, освіта, охорона здоров'я та соціальна допомога — 16,1 %.